# Soultz-sous-Forêts
Soultz-sous-Forêts (Duits: Sulz unterm Wald) is een gemeente in het Franse departement Bas-Rhin (regio Grand Est). De gemeente behoort tot het kanton Wissembourg in het arrondissement Haguenau-Wissembourg. Soultz-sous-Forêts telde op 1 januari 2022 3.125 inwoners.

## Geschiedenis
In 1982 werd de gemeente Hohwiller bij Soultz-sous-Forêts gevoegd in een fusion association.
Tot 1 januari 2015 behoorde Soultz-sous-Forêts tot van het kanton Soultz-sous-Forêts en het arrondissement Wissembourg, die toen beide werden opgeheven.

## Geografie
De oppervlakte van Soultz-sous-Forêts bedroeg op 1 januari 2022 15,15 vierkante kilometer; de bevolkingsdichtheid was toen 206,3 inwoners per km². 

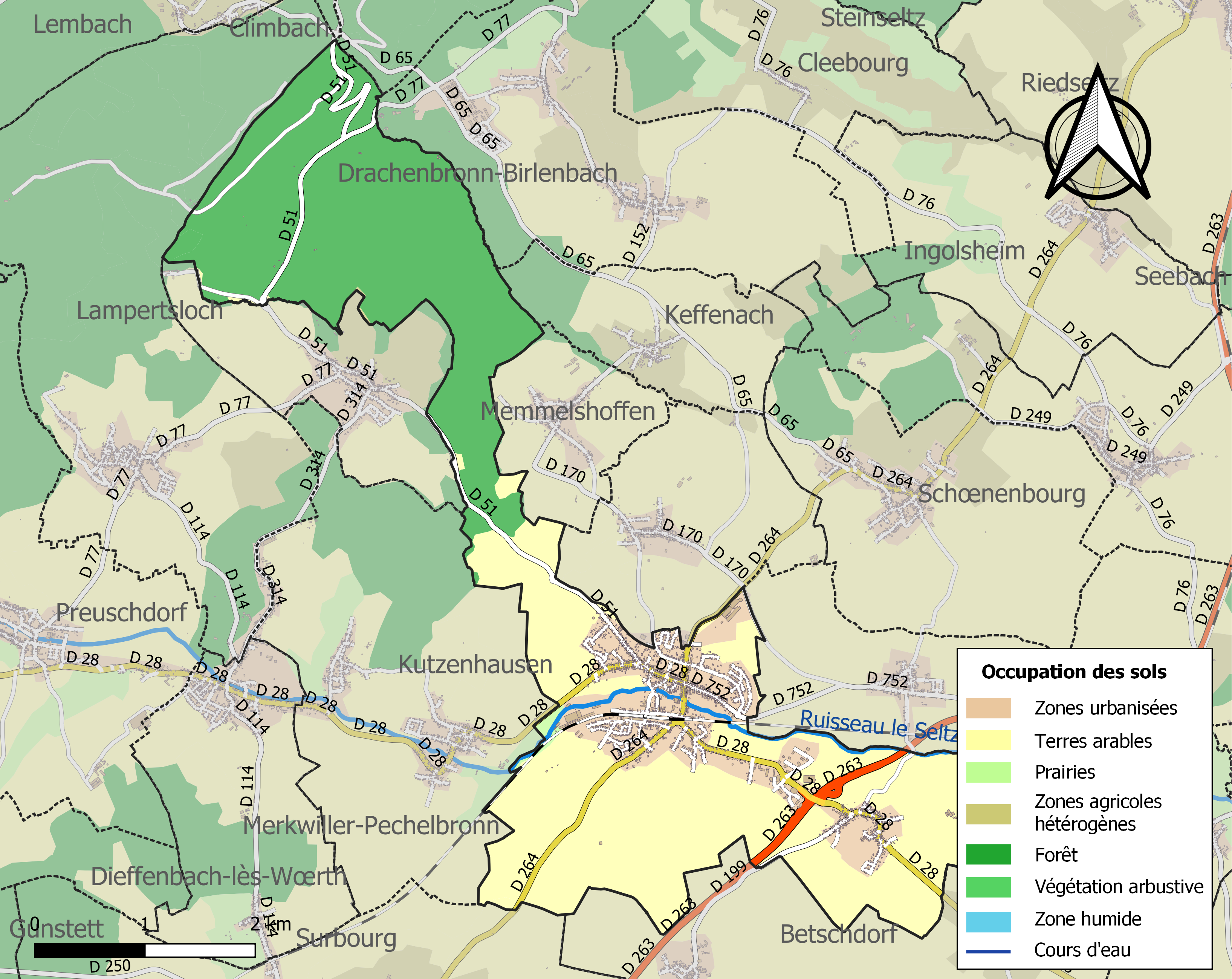
Kaart van de gemeente met de belangrijkste infrastructuur, bodemgebruik en omliggende gemeenten

## Verkeer en vervoer
In de gemeente staat het spoorwegstation Soultz-sous-Forêts.

## Demografie
Onderstaande figuur toont het verloop van het inwonertal (bron: INSEE-tellingen).